# Мисс Беларусь-2006
Финал конкурса Мисс Беларусь в 2006 году проходил 2 июня во Дворце Республики. Сам конкурс проходил в несколько этапов — областные отборочные туры, республиканский отборочный тур и республиканский финал. В конкурсе приняли участие более 330 девушек со всей Белоруссии, в финал вышли 24 претендентки.
В финале конкурса девушки совершают 3 выхода на сцену — в национальном костюме, купальнике и вечернем наряде, кроме того оцениваются ответы на вопросы жюри.

## Результаты
| Результат          | Участница                       |
| ------------------ | ------------------------------- |
| Мисс Беларусь 2006 | - Могилёв — Екатерина Литвинова |
| 1 Вице-Мисс        | - Марьина Горка — Юлия Синдеева |
| 2 Вице-Мисс        | - Лида — Елена Седяк            |

## Специальные номинации
| Результат                 | Участница                   |
| ------------------------- | --------------------------- |
| Мисс Зрительских симпатий | - Лида — Елена Седяк        |
| Мисс Фото                 | - Пинск — Ольга Богатыревич |
| Мисс Очарование           | - Витебск — Наталья Егорова |
| Мисс Пресса               | - Минск — Василина Калугина |
| Мисс Дружба               | - Витебск — Елена Малахова  |

## Главный приз
Главным призом является корона, изготовленная с использованием 100 граммов белого золота 585-й пробы и около полутысячи драгоценных и полудрагоценных камней. Кроме того победителям вручаются денежные призы, а Мисс Белоруссия получила право представлять страну на международных конкурсах красоты, в том числе на конкурсе Мисс Мира.

## Организаторы
Организаторами конкурса выступили Министерство культуры, Министерство образования, Министерство информации, Национальная государственная телерадиокомпания Республики Беларусь, Национальная школа красоты, Белорусский республиканский союз молодежи при содействии специального фонда президента по поддержке талантливой молодежи.